# Заплавская
Заплавская — станица в Октябрьском районе Ростовской области.
Входит в состав Бессергеневского сельского поселения.

## География

### Улицы
| - пер. Аптечный, - пер. Гаражный, - пер. Дальний, - пер. Кирпичный, - пер. Кузнечный, - пер. Лечебный, - пер. Огородний, - пер. Песчаный, - пер. Полевая, - пер. Прямой, | - пер. Тихий, - пер. Хомутовский, - пер. Яровой, - ул. Аксайская, - ул. Виноградная, - ул. Вишневая, - ул. Восточная, - ул. Госпитальная, - ул. Дачная, - ул. Западная, | - ул. Зеленая, - ул. Клубная, - ул. Ленина, - ул. Луговая, - ул. Мересьева, - ул. Мостовая, - ул. Народная, - ул. Новая, - ул. Парковая, - ул. Первомайская, | - ул. Почтовая, - ул. Речная, - ул. Садовая, - ул. Северная, - ул. Сорокина, - ул. Центральная, - ул. Школьная, - ул. Шоссейная. |

## Население
| 2010 |
| ---- |
| 2658 |